# Maconellicoccus ugandae
Maconellicoccus ugandae är en insektsart som först beskrevs av Robert Malcolm Laing 1925.  Maconellicoccus ugandae ingår i släktet Maconellicoccus och familjen ullsköldlöss. Inga underarter finns listade i Catalogue of Life.